# Running (Sandro-dal)
A Running (magyarul: Rohanás) Sandro amerikai–görög énekes dala, mellyel Ciprust képviselte volna a 2020-as Eurovíziós Dalfesztiválon, Rotterdamban. Az előadót a ciprusi közszolgálati műsorsugárzó (CyBC) kérte fel a szereplésre.

## Eurovíziós Dalfesztivál
2019. november 29-én jelentették be, hogy Sandro fogja képviselni Ciprust a 65. Eurovíziós Dalfesztiválon. 2020. február 11-én vált hivatalossá, hogy az alábbi dalt választotta ki a ciprusi műsorsugárzó az előadó számára. A dal március 7-én jelent meg a dalfesztivál hivatalos YouTube-csatornáján. A dalt az Eurovíziós Dalfesztiválon az előzetes sorsolás alapján először a május 12-i első elődöntő második felében adták volna elő, azonban március 18-án az Európai Műsorsugárzók Uniója bejelentette, hogy 2020-ban nem tudják megrendezni a versenyt a COVID–19-koronavírus-világjárvány miatt.

## Külső hivatkozások
- Dalszöveg (angol nyelven). Genius Lyrics
- A dal videóklippje. YouTube-videó, Eurovision Song Contest, 2020. március 7.